# Parishes van Barbados
Barbados is verdeeld in elf parishes. Deze indeling is ontstaan in 1645, sinds 1967 hebben de parishes geen bestuurlijke functie meer. Desondanks staan de grenzen van de parishes vermeld op vele kaarten van het eiland en worden ze gebruikt als gids naar verschillende locaties.
1. Christ Church
2. Saint Andrew
3. Saint George
4. Saint James
5. Saint John
6. Saint Joseph
7. Saint Lucy
8. Saint Michael
9. Saint Peter
10. Saint Philip
11. Saint Thomas